# Fraaie elzenvouwmot
De fraaie elzenvouwmot (Phyllonorycter strigulatella) is een vlinder uit de familie mineermotten (Gracillariidae). De wetenschappelijke naam is voor het eerst geldig gepubliceerd in 1846 door Lienig & Zeller.
De soort komt voor in Europa.